# Dabrac
Dabrac (szerbül: Дабрац) falu Bosznia-Hercegovinában, Bosanska krajina területén, a Szerb Köztársaságban, Mrkonjić Grad községben.

## Fekvése
Bosznia-Hercegovina közép-nyugati részén, Banja Lukától légvonalban 32, közúton 42 km-re délre, községközpontjától légvonalban 10 km-re, közúton 15 km-re északkeletre, az Orbász (Vrbas) bal partján, 425 méter magasságban található. A Zmijanje fennsíkon, a Manjača-hegység lábánál és az Orbász folyó szurdoka fölött fekszik. Határának szélén folyik a Crna rijeka. A falu területén találhatók Savanović Vrelo és Subunar forrásai. A falu közvetlenül a Jajce-Banja Luka út (E661, M-16) mellett található.

## Népessége
| Nemzetiségi csoport | Népesség 1991 | Népesség 2013 |
| ------------------- | ------------- | ------------- |
| Szerb               | 175           | 68            |
| Bosnyák             | 0             | 1             |
| Horvát              | 0             | 0             |
| Jugoszláv           | 0             | 0             |
| Egyéb               | 0             | 0             |
| Összesen            | 175           | 69            |

## Története

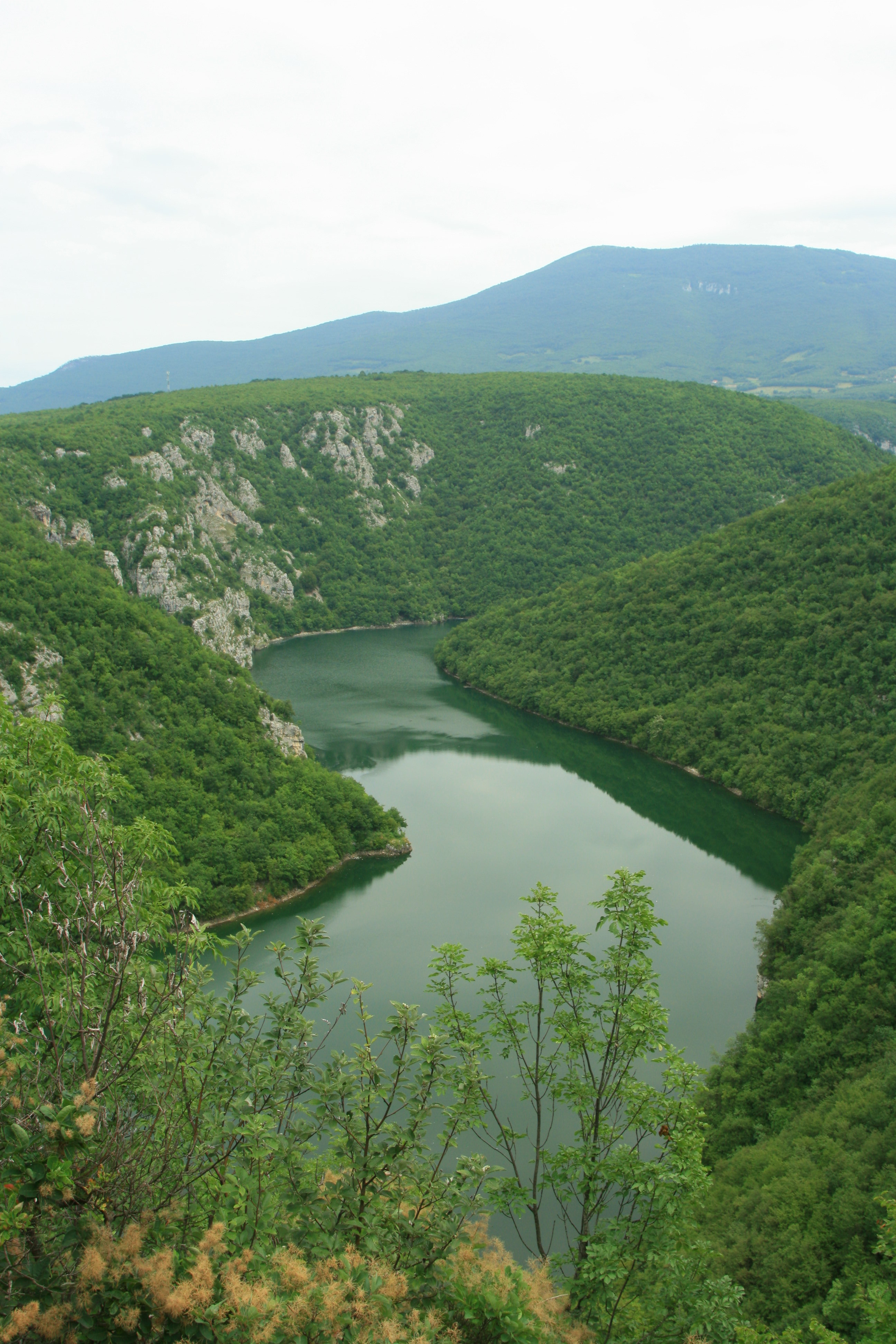
Az Orbász szurdoka Dabracnál

A Banja Luka és Mrkonjić Grad közötti hegyvidék a középkori zemljaniki plébániához tartozott. Az itt álló Bočac várát először 1434-ben említik Zsigmond magyar király oklevelében, majd 1507-ig a Jajcai Bánság része volt. Bočac polgárai 1516. május 21. előtt kiváltságokat kaptak a királytól. Ez Zmijanjének nevezett vidék a Jajcától északra fekvő Orbász völgye várainak elesésével 1527-1528-ban került oszmán uralom alá. Az itt élő lakosságot vlachnak nevezték, mely abban a korban az állattenyésztő szerbek hagyományos elnevezése volt. Az oszmán uralom első éveiben a Zmijanje náhije magába foglalta az Orbász (Vrbas) és a Szana folyók közötti teljes területet, valamint délen a Mrkonjić Grad feletti Kozare, Dimitor és Lisina hegyeket. Kicsit később a Trijebovói náhije, mely Mrkonjić Grad környékén feküdt, levált róla. Később a Jajcai náhije része volt, amelyet először az 1562-es összeírás említ. A várak 1833-as összeírásában Bočac vára már elhagyottként szerepel.

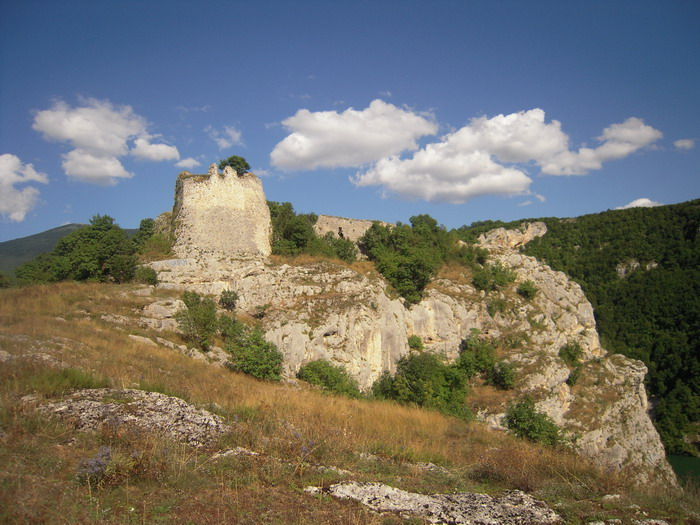
Bočac várának romjai

A település 1878-ig tartozott az Oszmán Birodalomhoz, majd az Osztrák-Magyar Monarchia része lett. 1879-ben az első osztrák-magyar népszámlálás során Bočac község része volt. 1910-ben Surjan-Bočac község részeként 42 házat, 190 ortodox szerb és 4 katolikus lakost számláltak itt. A monarchia szétesésével 1918-ben előbb a Szerb-Horvát-Szlovén Királyság, majd 1929-től a Jugoszláv Királyság része. 1921-ben Surjan-Bočac község része volt. 1945-től a szocialista Jugoszlávia része volt. Jugoszlávia megszállása után a falu a Független Horvát Állam (NDH) része lett, majd nem sokkal ezután megkezdődött a szerb lakosság lázadása az új hatalommal szemben, melyet a szerbek elleni usztasa támadások követtek. A második világháborúban a Jugoszláv Népi Felszabadító Hadsereg öt tagja és 74 civil halt meg itt, akiknek emléktáblát állítottak a faluban. A helyiek egy része a jugoszláv hadsereg egységeiben harcolt.
A településen az 1991-es népszámlálás adatai szerint 175-en éltek. A település 1995 szeptemberéig a boszniai szerb katonai egységek ellenőrzése alatt állt. A Déli Mozdulat hadművelet során lakossága a horvát hadsereg közeledtére elmenekült. A faluért vívott harcokban Boszniai Szerb Köztársaság hadseregének (VRS) nyolc katonája vesztette életét, akiknek emlékművet állítottak a faluban. Két civil is meghalt, egy civil pedig eltűnt. A Horvát Köztársaság hadserege (HV) 1995 őszén felgyújtotta a falut. A boszniai háborút lezáró daytoni békeszerződés rendelkezése alapján az ország területét felosztották a Bosznia-hercegovinai Föderáció és a boszniai Szerb Köztársaság között, ennek során a település a Boszniai Szerb Köztársasághoz és Mrkonjić Grad községhez került. A lakosság főként mezőgazdasággal, leginkább szarvasmarhatenyésztéssel foglalkozik. Dabracban van benzinkút és motel (2014).
Az osztrák-magyar uralom idején az Orbász folyó völgyén keresztül utat építettek, amely Mrkonjić Gradból (akkor Varcar Vakuf) vezetett Banja Lukába. Az utat 1976-ban a Bočac HPP viziérőmű építése miatt áthelyezték. A falut 1974-ben villamosították. A helyieket kutakból és az Orbászból látják el vízzel.

## Oktatás
A négy évfolyamos iskola 1960-tól 1978-ig megszakításokkal működött. Ma a legközelebbi iskola Bjelajce községben található (2018).

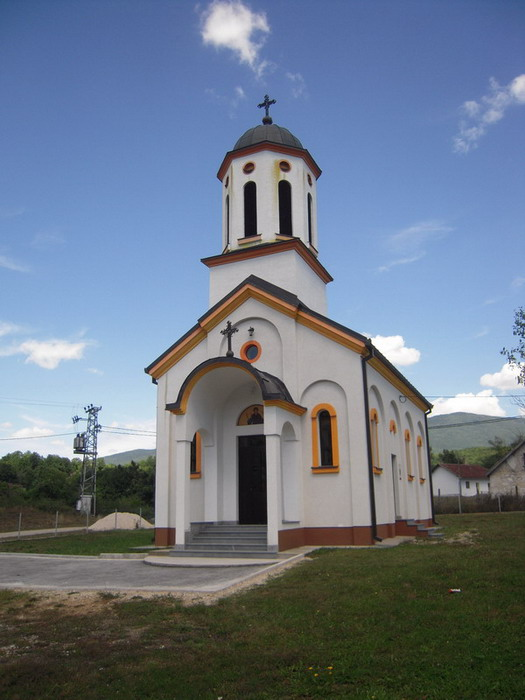
A dabraci ortodox templom

## Nevezetességei
- Szent Pantaleimon tiszteletére szentelt ortodox temploma

- Bočac középkori várát a török is használta. A vár az Orbász bal partján, a Bocači-szurdok végénél, magasan a folyó nagy kanyarja fölött egy nehezen megközelíthető sziklára épült. A vár viszonylag jó állapotban maradt fenn. Építésének korai időszakában négy tornya volt, egy kaputorony és három saroktorony. Jó állapotban maradt fenn a kaputorony, mely kívülről kerekített, belül szögletes volt. A védőfalak helyenként 5-6 méter magasan állnak.[9] A vár területe körülbelül 2500 m2 területet ölel fel. A későbbi átépítések során a vár alaprajza változatlan maradt. Érzékelhető a védett műemlék hosszú távú karbantartásának hiánya. Különösen az Orbász menti út építésekor, a 19. század végén pusztult sokat. 1977-ben régészeti feltárás zajlott a várban (Ivo Bojanovski), majd a Bočac Vízierőmű építési projektjének részeként részben restaurálták. Az épületegyüttest – Bočac óvárát – Bosznia-Hercegovina nemzeti műemlékévé nyilvánították. A várat 1494-ben említik először, amikor a Jajcai Bánsághoz tartozott.

- A falu másik vára a Gradina nevű magaslaton, a Savanovići településrészen, a Crna rijekának az Orbászba való torkolása felett található. Falai, melyek valószínűleg egy őrtoronyhoz tartoztak, csak részben állnak.[9] A középkori őrtorony az Orbász feletti átkelőhelyet őrizte.

- Területén található a „Bočac” vízierőmű, amely 1981 óta működik.

## Fordítás
- Ez a szócikk részben vagy egészben  a(z)   Дабрац című szerb Wikipédia-szócikk ezen változatának fordításán alapul.  Az eredeti cikk szerkesztőit annak laptörténete sorolja fel. Ez a jelzés csupán a megfogalmazás eredetét és a szerzői jogokat jelzi, nem szolgál a cikkben szereplő információk forrásmegjelöléseként.